# Julio Aparicio Díaz
Pour les articles homonymes, voir Julio Aparicio, Aparicio et Diaz.
Julio Aparicio Díaz, surnommé Julito né le 4 janvier 1969 à Séville (Espagne), est un matador espagnol. Il est le fils de Julio Aparicio Martínez, célèbre matador des années 1950 et de Malena Loreto, danseuse gitane flamenca dont il a hérité la personnalité et la gestuelle.

## Présentation
Après une première corrida piquée à l'âge de dix huit ans, le 8 février 1987, Julito fait sa présentation dans les arènes de Las Ventas de Madrid le 16 juillet 1989.
À Séville son alternative se déroule selon Yves Harté avec « un cartel de soie » : il a pour parrain le torero artiste Curro Romero, à la fois décrié et adoré, comme le sera parfois Julito lui-même. En France, il débute à Nîmes le 16 mai 1991 devant des taureaux de Sánchez Delp, avec Curro Vásquez et Emilio Muñoz.

Après ses deux confirmations d'alternative (Madrid et Mexico), Julito Aparicio réussit à 

« subjuguer le public par la qualité de sa gestuelle et la beauté de ses enchaînements lorsqu'il exprime tout son art. »

Torero capricieux, il donne l'impression d'être habité ou parfois dans un état second, suscitant par là même une intense émotion.

## Le style et la carrière

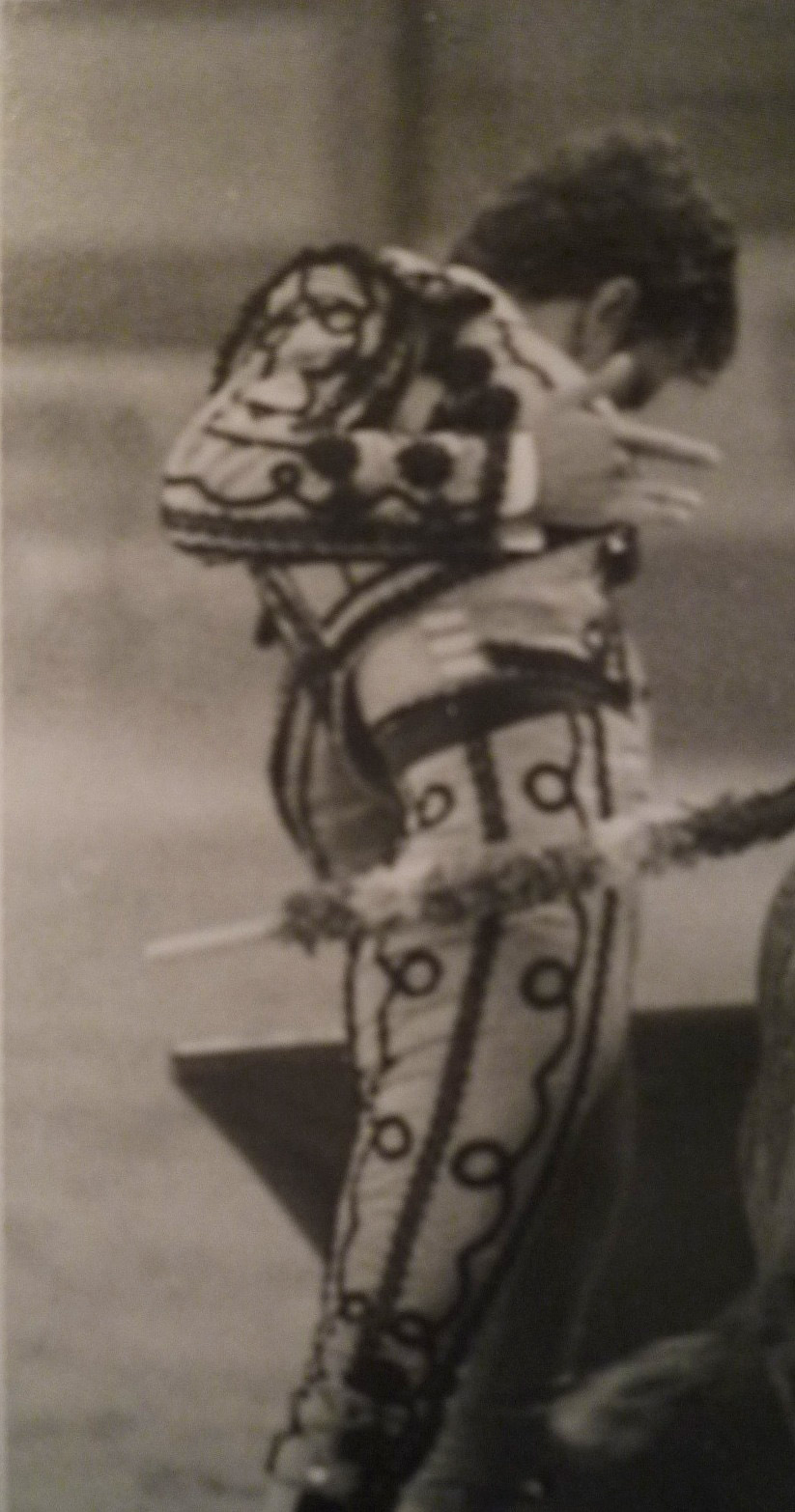
Julito Aparicio 1995, la gestuelle flamenca

Torero de classe, d'une grande qualité artistique, il se différencie des autres matadors en ne toréant que les corridas qui l'intéressent, demandant à chaque fois un cachet très élevé. Selon Jean-Marie Magnan, Julito avait hérité de sa mère cette gestuelle : 

« dont les bras étaient des cous de cygne et le trépignement des pas une science [...] Julio Aparicio enchaîne ciselures et ornements avec le toreo fondamental. »

Parfois qualifié de torero fou, chahuté à Nîmes, il faisait taire les moqueries rapidement avec son charme : 

« la muleta et la cape, entre ses mains, semblent l'éterniser par quelque sorcellerie gitane, comme l'aile de l'ange qui vole parce qu'il se prend à la légère . »

Il est devenu la « coqueluche » des gitans andalous depuis une célèbre faena à Séville et il a été engagé sept fois cette même année (1992) dans les arènes de Séville, ce qui est un record absolu.
En 2001, ce torero artiste totalise 342 corridas dans lesquelles on compte de très belles réussites, mais aussi des échecs. Il considère qu'il ne doit toréer que les taureaux d'une grande noblesse, et choisit de lidier ou non, selon que les bêtes lui conviennent ou non.
À la feria de Pentecôte 2010 à Nîmes, il a triomphé et coupé deux oreilles.
Le 21 mai 2010, dans les arènes de Madrid, il reçoit une très grave cornada d'un toro de Juan Pedro Domecq, la corne lui traversant la bouche de part en part. Deux autres toreros interviennent et tuent le taureau Opiparo. Julio Aparicio est rapidement secouru et opéré dans les arènes de Las Ventas de Madrid, notamment d'une fracture du maxillaire, avant d'être transféré dans un hôpital de Madrid. Son état est qualifié de « très grave » par les médecins. Après une première opération qui paraissait réussie, il a été de nouveau hospitalisé. Souffrant d’insuffisance respiratoire aiguë, il subit une trachéotomie et son pronostic vital est réservé.
Cependant, dix semaines après cet accident, Julio Aparicio Diaz effectue une nouvelle corrida.

## Carrière
- Débuts en novillada avec picadors : Gandia (Espagne, province de Valence) le 8 février 1987 aux côtés de Fernando Lozano et Gregorio de Jesús. Novillos de la ganadería de El Torreón.
- Présentation à Madrid : 16 juillet 1989 aux côtés de Curro Vázquez lors d’une corrida mixte. Novillos de la ganadería de Torrestrella.
- Alternative : Séville le 15 avril 1990. Parrain, Curro Romero ; témoin, « Espartaco ». Taureaux de la ganadería de Torrealta.
- Confirmation d’alternative à Madrid : 10 mai 1994. Parrain, José Ortega Cano ; témoin, Jesulín de Ubrique. Taureaux des ganaderías de Manolo González et Alcurrucén.
- Confirmation d’alternative à Mexico : 13 novembre 1994. Parrain, Juan Mora ; témoin, Manolo Mejía. Taureaux de la ganadería de Xajay.
- En 2008, il signe son retour au premier plan en prenant Simon Casas comme apoderado.